# Campephaga phoenicea

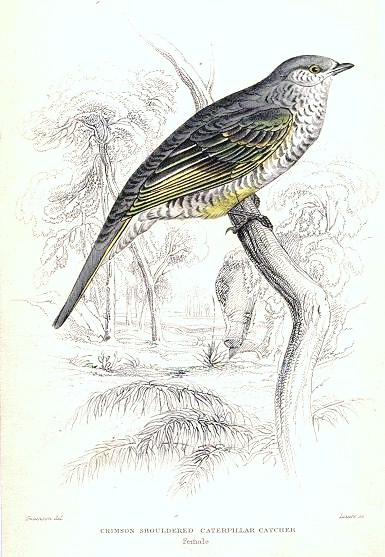
Hembra.

El oruguero hombrorrojo (Campephaga phoenicea) es una especie de ave paseriforme en la familia Campephagidae.

## Distribución y hábitat
Se lo encuentra en Benín, Burkina Faso, Camerún, República Centroafricana, Chad, República del Congo, República Democrática del Congo, Costa de Marfil, Eritrea, Etiopía, Gambia, Ghana, Guinea, Guinea-Bissau, Kenia, Liberia, Mali, Mauritania, Niger, Nigeria, Senegal, Sierra Leona, Sudán, Togo, y Uganda.
Sus hábitats naturales son los bosques bajos húmedos subtropicales o tropicales y las sabanas secas.